# Carménère

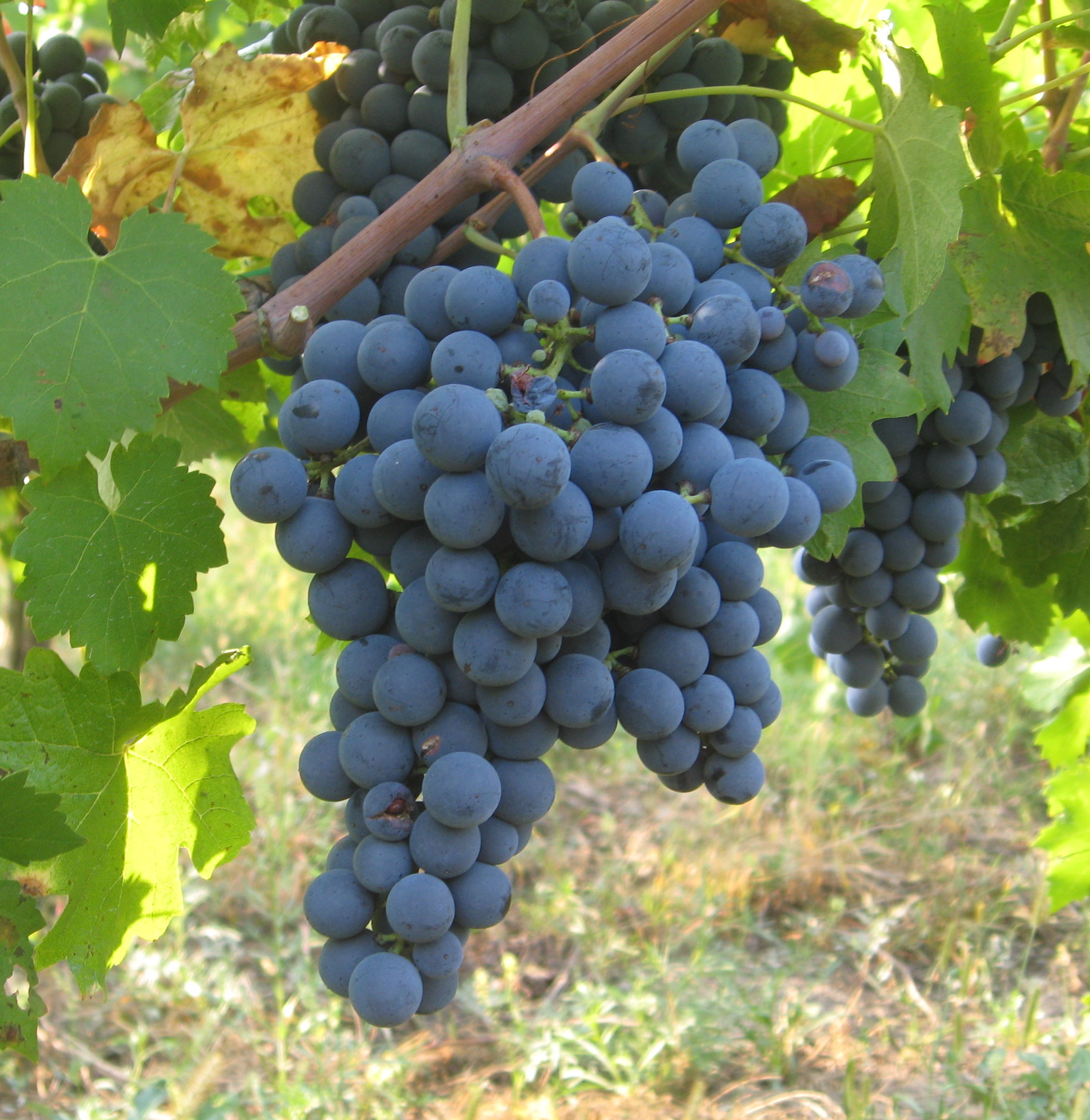
Hrozny odrůdy Carménère

Carménère je víno z hroznů odrůdy původně vysazené ve francouzském regionu Médoc (levý břeh řeky Garonny severně od Bordeaux, Francie), kde se používá k výrobě hlubokých červených vín a příležitostně pro přípravu cuvée stejným způsobem jako Petit Verdot.
Patří do rodiny hroznů Cabernet. Název „Carménère“ pochází z francouzského carmin (karmínové), které odkazuje na brilantní rudé barvy podzimního listí. Odrůda je také známa jako Grande Vidure, historické synonymum z Bordeaux, i když současné předpisy Evropské unie zakazují dovoz chilské révy pod tímto názvem do EU. Spolu s odrůdami Cabernet Sauvignon, Cabernet Franc, Merlot, Malbec a Petit Verdot je Carménère považováno za jednu ze šesti původních odrůd modrých hroznů z oblasti Bordeaux.
V současnosti se Carménère pěstuje ve Francii jen zřídka. Největší oblastí na světě osázenou touto odrůdou je Valle Central v Chile v Jižní Americe s více než 8800 ha (2009). Chile produkuje naprostou většinu vín Carménère a jak chilský vinařský průmysl roste, provádí se stále více experimentů s potenciálem Carménère na míchání hroznů (cuvée), a to zejména s Cabernet Sauvignon. Carménère se pěstuje také v severovýchodní Itálii v regionech Veneto a Friuli-Venezia Giulia a v menším množství v Kalifornii.
Carménère má tmavě červenou barvu a aroma červených plodů, koření a bobulí. Taniny jsou jemnější a měkčí než u Cabernet Sauvignonu. Ačkoli se nejčastěji používá jako součást cuvée, vinařství dělají i čisté odrůdové Carménère, které, když se vyrábí z hroznů v optimální zralosti, má třešňovou ovocnou chuť s kouřovými, pikantními a zemitými tóny a hluboké rudé barvy. Jeho chuť může také připomínat hořkou čokoládu, tabák a kůži. Víno se nejlépe pije, když je mladé.
Carménère je jednou z nejstarších evropských odrůd a pravděpodobně je předchůdcem jiných známějších odrůd jako Cabernet Sauvignon. Také existují názory, že Carménère může být Biturica, vinná réva chválená ve starověkém Římě, což je také jméno, pod kterým bylo město Bordeaux známé v té době. Tato starobylá odrůda snad vznikla v Ibérii (dnešní Španělsko a Portugalsko).
Carménère má původ v regionu Médoc severně od Bordeaux ve Francii a bylo také široce rozšířené v Graves. Dnes je téměř nemožné ve Francii Carménère najít. Mor Phylloxera v roce 1867 téměř zničil všechny vinice v Evropě, postihl veškerou výsadbu vinné révy Carménère, takže po mnoho let se předpokládalo, že odrůda úplně zanikla. V posledních letech bylo zjištěno, že odrůdě Carménère se daří v některých oblastech mimo Francii. V Chile pěstitelé téměř bezděčně zachovali odrůdu během posledních 150 let, zejména díky její podobnosti s Merlotem.
Řízky Carménère byly podle chilských pěstitelů dovezeny z Bordeaux v průběhu 19. století, kdy se často zaměňovaly s Merlotem a byly vysazeny v údolích kolem Santiaga. Díky chilskému podnebí s minimálním množstvím srážek v průběhu vegetačního období a nedotčené přírodě pěstitelé vyrábějí zdravější úrodu Carménère. Navíc se zde nikdy nerozšířil révokaz. Během 20. století bylo Carménère bezděčně zpracováváno spolu s Merlotem (pravděpodobně až 50 % z celkového objemu), což dalo chilskému Merlotu výrazně odlišné vlastnosti než vínům Merlot vyráběným jinde. Chilští pěstitelé věřili, že tyto hrozny byly klony Merlotu a byl známy jako výběr Merlot a Merlot Peumal (podle údolí Peumo v Chile). V roce 1994 výzkumník ve vinařské škole v Montpellier zjistil, že tyto hrozny jsou Carménère z Bordeaux, ne Merlot. Chilské ministerstvo zemědělství oficiálně uznalo Carménère jako odrůdu v roce 1998. Dnes Carménère roste hlavně v údolí Colchagua, Valle Central, a v provincii Maipo.
Podobná situace nastala v Itálii v roce 1990, ve vinařství Ca 'del Bosco, kde se domnívali, že pěstují odrůdu Cabernet Franc z francouzské školky. Pěstitelé si všimli, že hrozny byly odlišné od tradičního Cabernet Franc a to jak v barvě, tak v chuti. Také si všimli, že tato vinná réva zraje dříve než Cabernet Franc. Nakonec bylo zjištěno, že se jedná o odrůdu Carménère. V Itálii se odrůda pěstuje hlavně v severovýchodní části země, od Brescie po Friuli, ale teprve nedávno byla zapsána do italského národního katalogu odrůd révy.